# Gąssowski świątecznie
Gąssowski świątecznie – piąty solowy album Wojciecha Gąssowskiego. Wydawnictwo ukazało się 26 grudnia 2007 r. nakładem firmy MTJ. Na płycie znalazły się współczesne wersje najbardziej znanych amerykańskich piosenek świątecznych. Producentem płyty był Krzysztof Herdzin.

## Lista utworów
1. "Winter Wonderland"
2. "Christmas Song"
3. "Jingle Bell Rock"
4. "Have Yourself A Merry Little Christmas"
5. "The Little Boy That Santa Claus Forgot"
6. "Rudolph The Red-Nosed Reindeer"
7. "I'll Be Home For Christmas"
8. "Santa Claus Is Coming To Town"
9. "There's A Train Out For Dreamland"
10. "Let It Snow"
11. "White Christmas"
12. "Silent Night"